# یوزف گرهارد تسوکارینی
یوزف گرهارد تسوکارینی  (انگلیسی: Joseph Gerhard Zuccarini؛ ۱۰ اوت ۱۷۹۷ – ۱۸ فوریهٔ ۱۸۴۸) یک گیاه‌شناس اهل آلمان بود.